# 麦克阿瑟撤离菲律宾

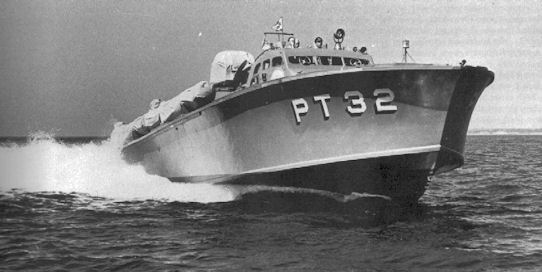
PT-32是参加撤离行动的4艘PT艇之一

在第二次世界大战中，道格拉斯·麦克阿瑟将军的菲律宾撤离行动开始于1942年3月11日：麦克阿瑟上将及其家人、团队离开驻守的科雷希多島以及在巴丹被包围的部队，搭乘几艘PT艇，穿越海上的狂风巨浪，躲避巡逻的日本军舰，在两天后最终撤至棉兰老岛 。尔后麦克阿瑟一行搭乘两架B-17空中堡壘轟炸機飞赴澳大利亚，并在3月12日乘火车最终抵达墨尔本 。而在那里他发表了他的著名演说，誓言：“我脱险了，我将要回来。”
早在第一次世界大战，麦克阿瑟早已是一名久经沙场、并且颇具人气的指挥官。1937年他从美国陆军退役，并开始担任菲律宾政府的军事顾问。太平洋战争爆发，日本帝国开始进攻美国，麦克阿瑟也在1941年7月被召回军队，担任 远东美军  (USAFFE)的最高指挥官，接管了菲律宾和美国在远东的所有军队。
1942年3月，日本发动菲律宾战役，麦克阿瑟的部队被迫从吕宋岛撤到巴丹，而他的指挥部及家眷则转移到了科雷希多島。当时美军在其它战场接连失利，巴丹防线也成为了媒体和舆论的焦点，麦克阿瑟也因此成为了盟军抵抗日本的唯一希望。
担心科雷希多島将很快被日军占领、麦克阿瑟沦为战俘，总统富兰克林·德拉诺·罗斯福命令麦克阿瑟前往澳大利亚，并且为他提供了一艘潜艇。但是他选择和他的尉官及团队一起搭乘4艘PT艇，穿越日军的重重封锁，并最终成功撤离。而他和同行的团队则被称为"巴丹帮"，日后成为美国西南太平洋区域总司令部（SWPAGHQ）的核心。

## 背景
道格拉斯·麦克阿瑟是一名知名且经验丰富的指挥官，还是美军中将小亚瑟·麦克阿瑟之子。他的父亲因为在南北战争中的表现被授予过荣誉勋章。麦克阿瑟在1903届西点军校中名列前茅，在毕业后的1905年到1906年侍從父亲，接着1906年到1907年间侍從总统西奥多·罗斯福；在第一次世界大战期间指挥第42师第84旅在西线作战。战后担任美国军事学院院长以及美国陆军参谋长。在1937年他从陆军退休，成为菲律賓陸軍陆军元帅。
在菲律宾，其工作主要是向菲律宾政府提供国防方面的建议，为1948年菲律宾完全独立之后的防务做准备。当时的菲律宾陆军服役的几乎全是菲律宾人，只有少数美军顾问，自1937年起实行征兵制，每年有两班20,000人训练。此外还有约万人的美国现役陆军菲律宾师团驻守。1941年7月，61岁的麦克阿瑟被美国陆军召回现役担任驻远东美国军队 (USAFFE)指挥官，他被授予了美国和菲律宾军队的联合指挥权。

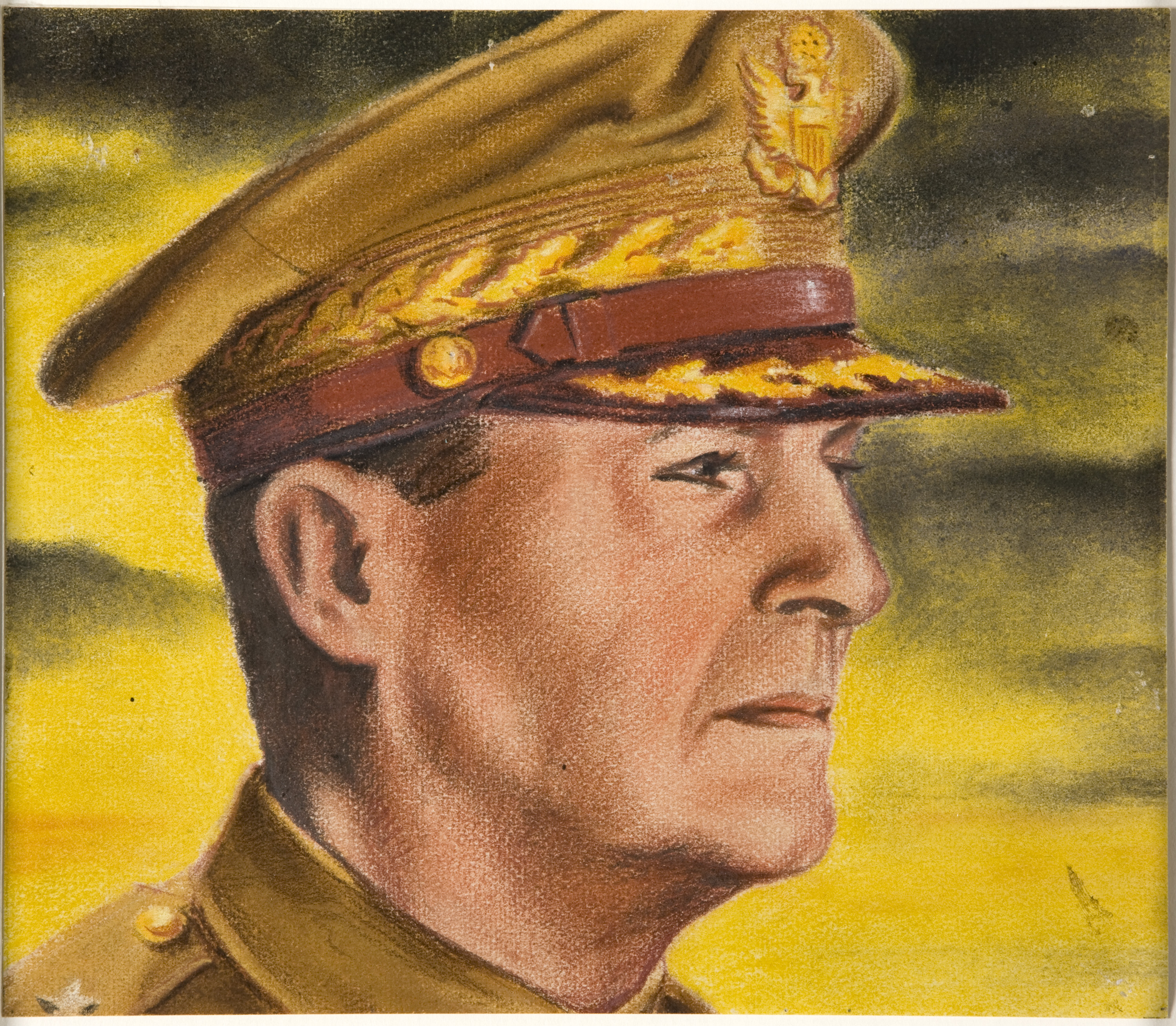
麦克阿瑟成为盟军抵抗日本的象征

为了使菲律宾军队作好战争准备，麦克阿瑟任务艰巨。在1937年他返回美国，来到美国海军部希望发展一种小型鱼雷艇，即PT艇；因为他确信这种舰只与菲律宾多浅水、多海湾的地理环境相适应。在菲律宾总统曼努埃爾·奎松卸任后，新组建的菲律賓海軍获得了三艘这样的小艇，这些小艇也被称为"Q"艇。1941年8月美国海军制造出摩托鱼雷艇编队3号，由中尉约翰·D·巴尔克利负责指挥。这只是一只半编制编队，只拥有正常12艘编队的包括编号31-35以及41的6艘PT艇。这只编队在1941年9月抵达马尼拉。对于当时的菲律宾国防而言，菲律宾还急需除PT艇之外的其它装备。
早在1907年，美国陆海军的规划者都已断言，阻止对菲律宾的入侵行动是不切实际的；唯一可以被期盼的是，美军或能坚守巴丹半岛以待援军到达。1920年代，美军估计自己可以坚守60天；1930年前，考虑到空军作战能力的发展，军事规划者对坚守已不再抱有希望；在1936年之前，他们已有打算撤销菲律宾师团。但在1941年7月，这只部队作为美国在远东防卫和控制菲律宾的一项政策，最终得以保留。这至少部分是基于对B-17轟炸機对入侵部队的威慑和打击能力的信任。
紧接着1941年菲律賓戰役，麦克阿瑟按照战前计划，宣布马尼拉为不設防城市，并且命令他的部队从呂宋撤退至巴丹。菲律宾政府高級專員办公室和麦克阿瑟的远东美军指挥部则转移到科雷希多岛。尽管美国军事人员早已经返回美国，麦克阿瑟直到陆军召回之前都是菲律宾的政府雇员，他的家人也一道安置在菲律宾。他的妻子简·麦克阿瑟以及儿子麦克阿瑟四世和他一起到了科雷希多岛。1942年2月21日，阿瑟在岛上为儿子庆祝了4岁生日。当随从问起其命运的时候，麦克阿瑟答道：“他是一个军人的儿子。”
美国亚洲舰队大多数舰只退役后会到菲律宾南部，只有一小部分留下来归少将弗兰西斯·W·洛克威尔指挥，其中也包括潛水母艦、水下救援艇、巡邏艦，还有掃雷艦、五艘拖船、三艘小型巡逻艇、几艘编队的PT艇等等。马尼拉和美国苏比特湾海军基地的沦陷则意味着物资紧张，油料奇缺。PT艇则因为补给维护停靠在Canopus和旱塢。尽管如此，PT艇编队仍然维持巡逻。12月7日，几艘PT艇营救了英国皇家海军船难的296名生还者，当时英国军舰正携带难民前往澳大利亚但中途在马尼拉湾触雷沉没。一周后，PT艇33号在马尼拉湾南部巡逻时搁浅，为避免被日军俘虏而点燃了船只。31号在一个月后与33号遭遇了相似的命运，它引擎熄火而漂流到了浅滩。PT艇群在1942年1月23日夜间袭击了日军离开吕宋的一艘驳船，在2月1日袭击了一艘日军小型战舰，在2月17日袭击了可能是渔船的另外一艘船只。

## 决策

### 华盛顿方面
在2月11日麦克阿瑟写给华盛顿哥伦比亚特区方面总统富兰克林·德拉诺·罗斯福一份信中, 麦克阿瑟宣称要与“守军命运与共”。这也意味着麦克阿瑟最后非常有可能会和军队一起投降，同时他也预想过死于炮火、空袭。三天后，美国陆军参谋长乔治·卡特莱特·马歇尔劝告麦克阿瑟将家人送离战场，但阿瑟无视了这一建议。与此同时，曾被认为固若金汤的新加坡在2月15日沦陷；接着华盛顿方面开始讨论科雷希多岛被攻占、麦克阿瑟成为战俘的可能性。考虑到麦克阿瑟是美军最具资历的将领但在战俘营中毫无用武之地、以及其作为盟军抵抗日本的象征作用、还有美国公众对于巴丹防线的关注--民众把视麦克阿瑟为唯一懂得如何打败日本人的盟军将领，就如沃尔特·R·博恩曼写到的：
在美国大众还在为珍珠港袭击及欧洲未卜前途而感到手足无措、心灵接近崩溃的时刻，美国人亟需一位英雄；他们全身心的投入道格拉斯·麦克阿瑟的报道中，认定他就是他们的英雄。没有谁比得上他，他的传奇无与伦比，遑论他一直展现在美国人民面前深入人心的战场独狼形象。
（页面存档备份，存于）

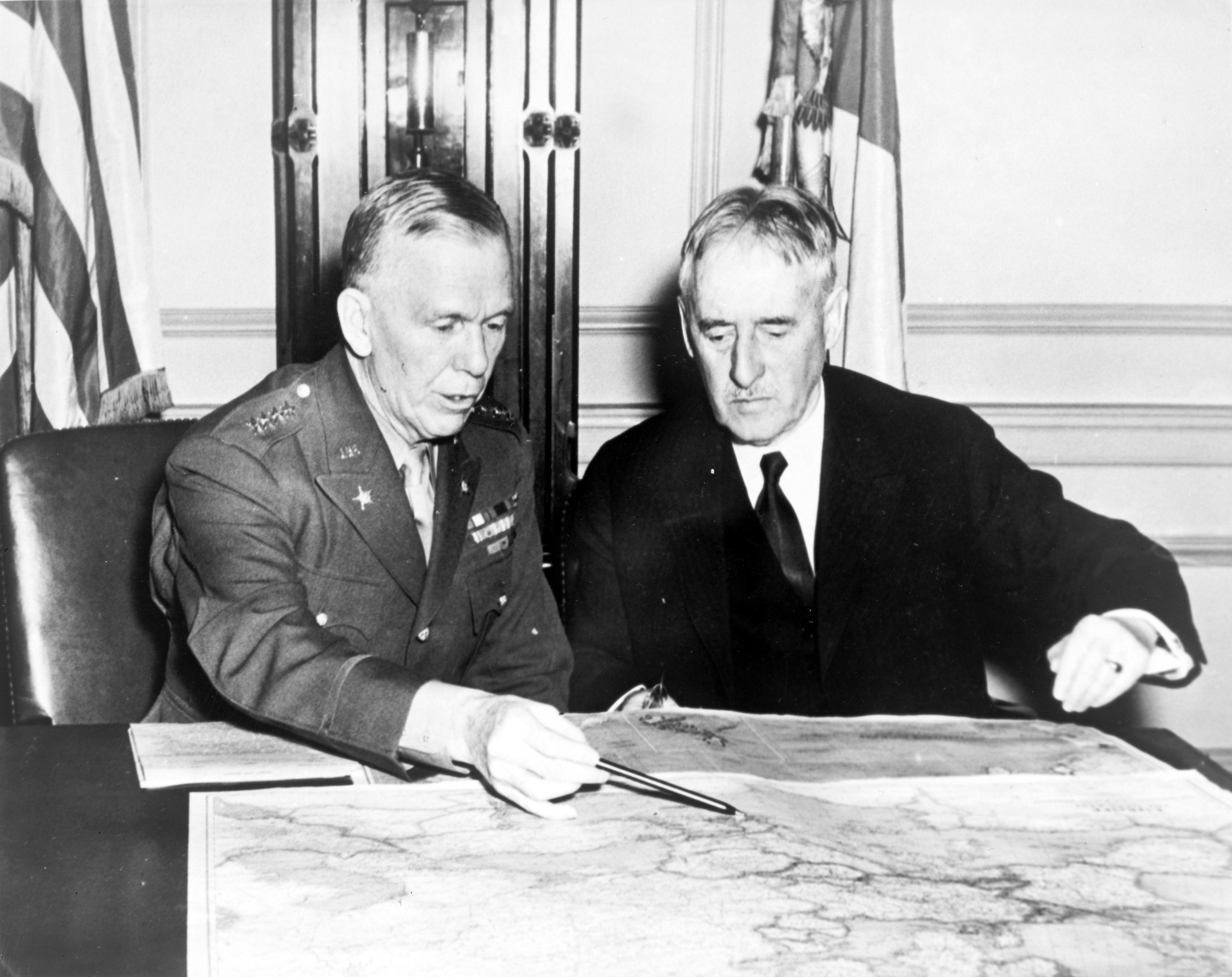
1942年1月，美国陆军参谋长乔治·卡特莱特·马歇尔 （左） 与美国战争部长亨利·刘易斯·史汀生举行会谈

美国国务卿科德尔·赫尔提出撤离麦克阿瑟的可能计划，当时的准将德怀特·艾森豪威尔在日记中写道：
我情不自禁地想象到媒体专栏不断来打搅，我们为“舆论”奔波而难以关注战局的情形。埃德温·马丁·沃森少将肯定我们必须要让麦克阿瑟离开，麦克阿瑟值“五个军团”。
总统则考虑送他到棉兰老岛以继续协防菲律宾，但还有另一考量。新加坡戰役已经预示美英荷澳司令部的最终命运，也就是麦克阿瑟名义上的上级司令部。英美有关于未来指挥安排的会谈仍在继续，但协议的大致已经确定，美国将负责西南太平洋战区。这需要一位美军高级指挥官来负责，而麦克阿瑟自然成为了最佳人选。2月23日，麦克阿瑟收到了一封由美国战争部长亨利·刘易斯·史汀生和马歇尔参谋长起草的信，信中写道：
总统指示您准备安排撤退，到棉兰老岛继续行程。您被勒令尽快完成调任。 ……到棉兰老您将继续前往澳大利亚，在那里您将受任指挥美国军队 ……这里您有权使用美国的潜艇、飞机或两者兼用，以便您完成调任指令。你也被授权可以带走您的参谋长理查德·萨瑟兰。

### 科雷希多方面
麦克阿瑟回应华盛顿方面，请求他可以自行选择撤离时间，他还写道：“除非撤离时间是为了精确行动而选择，或者战局突然崩溃，考虑到现在在的行动，我认为要到棉兰老岛比较合理的一条路是兼用水面舰只和潜水艇，接着使用飞机，进一步行动使用潜艇则太过耗时。“马歇尔回应，总统将会允许其自行决定撤离时间及撤离方式。 美英荷澳指挥部在2月27日解散，麦克阿瑟名义上归荷兰方面指挥，但其要求继续与美國戰爭部保持直接联系。
3月1日，麦克阿瑟视察了PT艇编队。在P-40戰鷹戰鬥機的空中掩护下，还有四艘幸免。 麦克阿瑟携其妻简搭乘PT-41进行了半小时的航行。尽管海面平静，但简还是感到不适。当然麦克阿瑟此行还是为了给巴尔克利杰出服役十字勋章以表彰其“在己方未受严重伤亡损失的情况下击沉一艘身份不明的5000吨敌方舰只”。，但接着麦克阿瑟将巴尔克利叫到一边，询问他PT艇是否可以在夜间于未绘图水域航行600-英里（970-）。 巴尔克利告诉他这是“小菜一碟”。
接连几天麦克阿瑟再无提及此事，接下来的讯息要到3月6日和9日才有传出。至3月10日为止，麦克阿瑟已经判断巴丹防线已没有突然崩溃的风险，并且回应他计划3月15日离开，那天潜艇SS-178计划抵达科雷希多岛。要求麦克阿瑟赴澳大利亚就任的美国广播被麦克阿瑟在科雷希多岛上的指挥部接收，指挥部认为电报日方也接收到了同样的电报。有两个危险的迹象：日军在蘇比克灣的水面巡逻力量增强、还有日军驱逐舰由北部至菲律宾南部的报告。因此，麦克阿瑟选择不经“批准”尽快离开，在3月11日夜里搭乘PT艇启程。指挥官喬納森·溫萊特赴巴丹和科雷希多。“当我回来的时候，” 麦克阿瑟对他说，“如果你还在巴丹，我就让你当上上将。溫萊特回复道：“我会在巴丹，如果我还活着的话。”
麦克阿瑟下令不待潜艇抵达科雷希多而直接搭乘PT艇离开，当时担任PT艇中队的指挥官、同时也是PT-34的船长上尉罗伯特·凯利 在后来回忆道：
作为巴尔克利在中队长期的副手，同时也是一个优先的岗位，我了解到了他与麦克阿瑟在决策过程中的许多密谈内容。麦克阿瑟决定用PT艇让他一帮人逃离的决定，对于美国公众而言，凸显了美国在菲律宾所面对的压倒性的困难局面；对于阿瑟个人也加深了其与美国海军的关系。因为他有幽闭恐惧症，并不能很好地在潜艇上和一位并不知情的指挥官一起生活，这也为他提供了一个他认为可以任用的人选。

## 脚注
1. 1 2 3  Morton 1953，第18–19頁.
2. ↑  Manchester 1978，第66–69頁.
3. ↑  James 1970，第500–505頁.
4. 1 2  Morton 1953，第8–13頁.
5. ↑  Morton 1953，第25–30頁.
6. ↑  MacArthur 1964，第106頁.
7. 1 2  Smith 2005，第52–53頁.
8. ↑  Smith 2005，第70頁.
9. ↑  Bulkley 1962，第1頁.
10. ↑  Miller 1991，第53–61頁.
11. ↑  Morton 1953，第31–32頁.
12. ↑  Morton 1953，第160–164頁.
13. ↑  Manchester 1978，第179–180頁.
14. ↑  James 1975，第74–75頁.
15. ↑  Manchester 1978，第229頁.
16. 1 2  Manchester 1978，第250頁.
17. ↑  Bulkley 1962，第6–11頁.
18. ↑  Bulkley 1962，第13–15頁.
19. ↑  Morton 1962，第194頁.
20. ↑  Rogers 1990，第186頁.
21. 1 2  Morton 1962，第193–194頁.
22. ↑  Manchester 1978，第242頁.
23. ↑  Borneman, Walter R. .   [15 May 2016]. （原始内容存档于2021-01-16）.
24. 1 2  Smith 2005，第166頁.
25. 1 2 3 4 5 6  Manchester 1978，第252–254頁.
26. ↑  Smith 2005，第165頁.
27. ↑  Morton 1953，第356–357頁.
28. ↑  Bulkley 1962，第494頁.
29. ↑  Smith 2005，第168–169頁.
30. ↑  Smith 2005，第169頁.
31. ↑  Morton 1953，第358頁.
32. ↑  Bulkley 1962，第16頁.
33. ↑  Manchester 1978，第256頁.
34. ↑  Fowler, Glenn. . The New York Times. 28 January 1989  [8 June 2012]. ISSN 0362-4331. （原始内容存档于2018-06-24）.
35. ↑  Smith 2005，第171頁.